# Krzeczów (województwo łódzkie)
Krzeczów – wieś w Polsce, położona w województwie łódzkim, w powiecie wieluńskim, w gminie Wierzchlas.
W latach 1975–1998 wieś administracyjnie należała do województwa sieradzkiego.

## Położenie
Wieś letniskowa położona po obu stronach Warty w północnej części Załęczańskiego Parku Krajobrazowego, przy drodze wojewódzkiej nr 486 z Wielunia do Działoszyna. Biegnie tędy granica dużych regionów geograficznych: Niziny Południowowielkoposkiej i Wyżyny Krakowsko-Wieluńskiej.
Teren okoliczny atrakcyjny ze względu na tereny leśne i nadrzeczne, nadające się na obozowiska i biwaki. Ok. 500 m na pn. zaczyna się wysoka skarpa nadrzeczna, porośnięta sosnowym lasem.
Zakątek ten należy do najpiękniejszych w dolinie Warty. Tu nagrywano początkowe sceny filmu "Nad Niemnem".

## Integralne części wsi
| SIMC    | Nazwa    | Rodzaj    |
| ------- | -------- | --------- |
| 0718460 | Więcławy | część wsi |

## Historia
W okresie międzywojennym na pd. od wsi istniał poligon wojskowy.
Była tu parafia ewangelików – kolonistów niemieckich. Parafia katolicka św. Zofii powstała dopiero w 1957 roku.
W dniu 2 września 1939 r. grupa saperów z 30. Dywizji Piechoty Armii "Łódź" dowodzona przez ppor. rez. Leona Gaja z bezprzykładnym męstwem broniła mostu na Warcie przed czołgami niemieckimi, które atakowały przeprawę, pędząc przed sobą grupę ludności cywilnej z pobliskiej wsi Kraszkowice.
Dnia 17 stycznia 1945 r. zwiad radziecki złożony z 3 czołgów, 4 opancerzonych transportowców i 10 motocyklistów z 3 armii pancernej gwardii zdobył i utrzymał most do nadejścia głównych sił Armii Czerwonej. W walkach zginęło kilku zwiadowców z dowódcą kpt. Czerniakowem. Ten czyn upamiętniono w 1974 roku wzniesieniem pomnika.

## Archeologia
Archeologia rejonu Krzeczowa koncentruje się głównie w dolinie rzeki Warty oraz w jej najbliżej okolicy. Pierwsze ślady pobytu ludzi na tym terenie pochodzą sprzed 13 tys. lat. Kiedy obszar ten zmieniał się diametralnie po ustąpieniu lądolodu, ówczesna fauna i flora przypominała dzisiejszą tundrę. Ziemie porastały nieliczne drzewa a krajobraz przypominał step na którym pasły się niezliczone ilości reniferów przemieszczających się okresowo z południa na północ, w zależności od pory roku. Tak dogodne warunki sprzyjały pobytowi ludzi na tym terenie, którzy polowali na renifery wykorzystując maksymalnie ich właściwości. Skóry służyły do ogrzewania i budowy domostw i jako ubrania, z kości wyrabiano szydła, igły i ozdoby, mięso było głównym pożywieniem uzupełnianym dziko rosnącymi owocami oraz innymi roślinami, które w dzisiejszym świecie często postrzegane są jako niejadalne. Obozowisko składało się z kilku szałasów, w których mieszkało około 10-30 osobników. Mężczyźni zajmowali się głównie wyrabianiem narzędzi oraz polowaniami, dostarczając kobietom i dzieciom niezbędnych surowców do przetrwania.
Funkcja kobiet w obozowisku wykraczała znacznie poza dzisiejszy schemat organizacji rodziny, ówczesna kobieta musiała rodzić i wychowywać dzieci a także przetwarzać surowce dostarczane przez mężczyzn, czasem także przejmowała niektóre funkcje przypisywane mężczyznom.
Do dziś niewiele zostało po tamtych ludziach, jedynymi śladami są pozostałości palenisk oraz liczne narzędzia wykonane z lokalnej odmiany krzemienia jurajskiego.
W okolicach Krzeczowa prowadzone były badania wykopaliskowe z inicjatywy profesora Krzysztofa Cyrka z Muzeum Archeologicznego i Etnograficznego w Łodzi. W wyniku prowadzonych tu prac archeologicznych (lata 80.) odkryto kilkanaście stanowisk z omawianego okresu i przeprowadzono wykopaliska na kilku z nich. Dzięki którym dziś wiadomo nieco więcej o mieszkańcach Krzeczowa sprzed 10-12 tys. lat.
Obozowiska łowców reniferów lokowane były przeważnie na terasie wysokiej i nieco większych wzniesieniach skąd mieli oni dogodny dostęp do wszystkich zasobów które dostarczała im rzeka oraz okoliczne bezkresne pastwiska. Wykopaliska przeprowadzano także w sąsiednich miejscowościach, szczególnie bogate okazały się obozowiska w Łykowym oraz Kochlewie gdzie odnaleziono pozostałości obozowiska i liczne narzędzia krzemienne.
Ten okres choć najbardziej odległy miał duże znaczenie dla rejonu Krzeczowa. Wtedy to obszar ten był jednym z najbardziej zaludnionych na tle obszaru dzisiejszej Polski.
Jednak ocieplanie klimatu spowodowało zmiany we florze i faunie. Ziemia pokryła się gęstym mieszanym lasem w którym nie było już reniferów a ich miejsce zajęły drobne ssaki oraz nieco mniejsze zwierzęta które znamy z dzisiejszych lasów. Te zmiany pociągły za sobą wyludnienie obszaru co wynikało z tego ze początkowo ludzie nie próbowali się przystosować do nowego środowiska a podążyli za stadami reniferów odchodzącymi na północ.
Mała gęstość zaludnienia ówczesnej Europy spowodowała, że pierwsi rolnicy którzy przybyli na tereny Polski wybrali jedynie najbardziej żyzne gleby, omijając piaszczyste i jałowe ziemie tego obszaru. Miało to miejsce około 6 tys. lat temu i było przełomem w bytowaniu człowieka na ziemi. W archeologii mówi się o tak zwanej rewolucji neolitycznej, która polegała na przejściu z łowiectwa i zbieractwa do gospodarki rolnej. Choć w rzeczywistości był to proces o wiele bardziej i rozłożony w czasie to i tak stanowił olbrzymi krok na przód. Krok ten jednak nie dotyczył ówczesnego Krzeczowa i jego okolicy ze względu właśnie na brak możliwości uprawy wymagających gatunków zbóż.
Tysiąca lat potrzebowali ludzie by sytuacja w której przeludnienie na obszarach najbardziej żyznych spowodowała konieczność dostosowania swojej gospodarki do obszarów mniej żyznych a następnie do obszarów o warunkach rolniczych takich właśnie jak obszar Krzeczowa.
Około 4 tys. lat temu w Krzeczowie osiedlili się rolnicy, którzy posiedli umiejętność wytopu niektórych metali a także poznali zasady produkcji glinianych naczyń oraz gładzonych narzędzi kamiennych. Dużym osiągnięciem ówczesnych ludzi było także pogodzenie chowu zwierząt z dotychczasową gospodarką rolniczą. Dużym piętnem odbiły się także rytuały i obrzędy religijne ówczesnych ludzi, którzy pod wpływem impulsów z dalekiego wschodu głównie ze stepów środkowo-azjatyckich przejęli wiarę w reinkarnację a co za tym idzie w ciałopalny obrządek pogrzebowy.
Ciała zmarłego nie traktowano z dużym szacunkiem, a spalone cząstki nie zawsze nawet trafiały do urny. Wynikało to z nowego podejścia do życia i śmierci. Sądzono, że ciało człowieka po śmierci nie jest niezbędne do dalszego życia w zaświatach a oczyszczająca moc ognia spowoduje wymazanie wszelkich więzi duszy z minioną egzystencją. Do dziś w kilku miejscach w okolicach Krzeczowa w ziemi tkwią jeszcze urny ze szczątkami ówczesnych ludzi. Niestety, z obawy przed ciekawskimi amatorami wykopywania grobów nie można podać bliższej lokalizacji tych nekropoli.
Nadeszła kolejna epoka w której człowiek opanował i upowszechnił wytop brązu, wykonywano z niego najróżniejsze ozdoby oraz narzędzia, dzięki którym praca stała się bardziej wydajna i mniej czasochłonna. Ówczesny klimat był nieco cieplejszy niż dzisiaj dzięki czemu zimy były łagodniejsze a ludziom żyło się łatwiej. Pożywienia dostarczały bogate we florę i faunę lasy oraz pełne ryb rzeki. Opracowano nowe metody połowu, zastosowano pułapki i sieci na ryby. Człowiek coraz lepiej przystosowywał się do otaczającego go świata dzięki czemu rósł przyrost naturalny a możliwości gospodarki pozwalały na wyżywienie większej grupy ludzi. Krajobraz ówczesnego Krzeczowa przypominał dzisiejszy choć osady lokowane były w dolinie rzecznej, często na dużych kilkuhektarowych wyspach, których nie brakowało wśród licznych meandrów i starorzeczy doliny Warty. W osadzie takiej mogło żyć od 50 do 200 ludzi a sieć zagęszczenia osad była na tym obszarze podobna do stanu dzisiejszego. (prawie w każdej miejscowości są ślady po osadach z tego okresu).
W kolejnym okresie ludzie wykorzystali właściwości żelaza i opanowali handel dalekosiężny korzystając z wymiany i pozyskując nowe nieznane dotychczas przedmioty i techniki produkcji naczyń narzędzi i przedmiotów użytku codziennego.
Z tamtych czasów – około 2 tys. lat temu – pochodzą słynne kurhany książęce z okolic Przywozu. W Krzeczowie nie odkryto dotychczas żadnych śladów z tego okresu, co nie oznacza że ich nie było. Być może są jeszcze osady nie odkryte lub prawie całkowicie zniszczone przez nieustannie zmieniający się bieg rzeki.
Po okresie intensywnego rozwoju nastąpiła epoka określana mianem wędrówek ludów, w której załamała się sieć osadnicza w tej części Europy, a ludzie zamieszkujący te tereny powędrowali wraz z innymi ludami na zachód, zasiedlając odległe obszary cesarstwa zachodniorzymskiego a nawet północnej Afryki.
W kolejnej epoce – średniowieczu – teren ten nie cieszył się specjalnym zainteresowaniem co wynikało z niedużej liczby ludności oraz ze zmodernizowaniem handlu i wymiany przyczyniającej się do zmiany sposobu zamieszkiwania osad – więcej osób mogło zamieszkiwać w jednej osadzie. Osadnictwo koncentrowało się w grodach a tereny o niezbyt urodzajnych ziemiach były tylko okresowo penetrowane przez ludzi wykorzystujących zasoby lasów i rzeki.
W czasie całego średniowiecza Krzeczów nie odgrywał istotnej roli w kształtowaniu się sieci osadniczej a główną rolę handlową i gospodarczą w regionie pełnił Kamion, który znajdował się na szlaku z Wielkopolski do Małopolski wiodącym poprzez prężnie rozwijający się gród w Rudzie koło Wielunia przez Radomsko do Krakowa.
Dalsze losy Krzeczowa znane są już w przekazach historycznych.

## Zabytki
Stał tutaj neogotycki kościółek z XIX w. zburzony pod koniec lat 90. XX wieku (w jego miejsce został wzniesiony nowy kościół w latach 1998 - 2000) oraz dawny dwór, prawdopodobnie z XVIII w., który użytkowała szkoła. Obecnie ten zabytkowy budynek popada w ruinę.

## Turystyka
Z Krzeczowa przez Toporów, Przywóz, Górę św. Genowefy, Bobrowniki prowadzi oznaczony kolorem żółtym szlak pieszy długości 14 km do geologicznego rezerwatu „Węże”. Od rezerwatu „Węże” szlakiem niebieskim dojść można przez wieś Draby do odległej o 3 km góry Draby, gdzie jest udostępniona do zwiedzania prywatna „Jaskinia Ewy” (klucze w domu nr 15).

## Przemysł
W Krzeczowie znajduje się firma UNI-STONE zajmująca się wydobyciem, przetwarzaniem oraz sprzedażą kopalin ziemnych (piasek, żwir).